# Ваља Виеј (Валча)
Ваља Виеј (рум. Valea Viei) насеље је у Румунији у округу Валча у општини Николаје Балческу. Oпштина се налази на надморској висини од 294 m.

## Становништво
Према подацима из 2002. године у насељу је живело 305 становника, од којих су сви румунске националности.